# I dolori del giovane Werther
I dolori del giovane Werther (pron. italiana [ˈvɛrter]) è un romanzo epistolare di Johann Wolfgang Goethe pubblicato nel 1774. Il Werther (come viene anche riduttivamente chiamato) appartiene all'età giovanile di Goethe ed è considerato opera simbolo del movimento dello Sturm und Drang, anticipando molti temi che saranno propri del romanticismo tedesco.
Il romanzo è composto da una serie di lettere che il protagonista invia al suo amico Guglielmo nel corso di 20 mesi (dal maggio 1771 fino alla fine di dicembre dell'anno successivo).

## Trama

### Libro primo (4 maggio-10 settembre 1771)

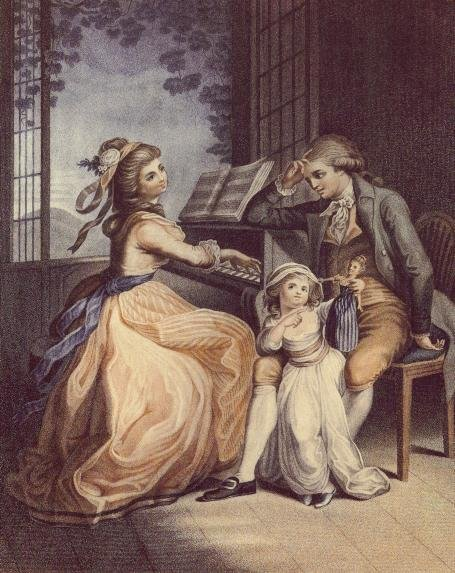
Werther e Lotte

Werther, ragazzo ventenne proveniente da una buona famiglia e dotato di ottima cultura, con una particolare passione per il disegno e le opere classiche, si reca in campagna sia per sistemare alcune questioni familiari sia per dedicarsi all'otium litterarum (ozio letterario); raggiunto il villaggio di Wahlheim, incomincia a fraternizzare con la comunità locale, e in occasione di un ballo incontra Charlotte, soprannominata Lotte, una ragazza del luogo dotata di bellezza e acume, ma già promessa ad Albert, un giovane funzionario temporaneamente fuori città.
Werther rimane presto stupito dalla grazia e dall'agilità di Lotte quando ha l'occasione di invitarla per un valzer. Nel corso dei giorni successivi scopre sempre più chiaramente di essersene infatuato e approfondisce la confidenza sia con lei, sia coi suoi fratelli minori, che la ragazza accudisce con affetto materno, a causa delle prolungate assenze del padre. Benché Werther conoscesse sin dall'inizio la promessa di matrimonio di Lotte, è solo al ritorno di Albert che incomincia ad accorgersi dell'impossibilità di coronare il crescente desiderio affettivo - sbocciato nel profondo del suo cuore - verso la ragazza. Nonostante ciò, riesce a instaurare un sincero rapporto di amicizia anche con Albert, sebbene la reciproca gentilezza venga talvolta ostacolata dalla netta differenza di personalità: Werther ha un'indole irrazionale e sognatrice, mentre Albert è un uomo pragmatico, al limite della freddezza, e con una minore apertura mentale.
La consapevolezza di non poter amare Lotte produce sconforto e continuo malumore, il che, combinato al suo carattere istintivo, lo porta a diverse ostentazioni della propria impulsività, da cui Lotte deduce lo stato di amarezza in cui versa il giovane. Werther, a un certo punto, per liberare la sua mente dall'inerzia in cui è precipitato a causa dell'irresolubile pena d'amore, decide di accettare l'offerta del caro amico Guglielmo (con cui fino a quel punto si è sempre interamente confidato) e di abbandonare Wahlheim per recarsi in città e cercar d'incominciare una carriera da diplomatico.

### Libro secondo (20 ottobre 1771-6 dicembre 1772)
Dopo poco la città lo delude, a causa delle ipocrisie e dell'indifferenza tipiche dell'alta società con cui ha a che fare, intrattenendo superficiali quanto necessari rapporti sociali; sceglie quindi d'interrompere tale percorso. Tornato al villaggio, in seguito a un breve periodo di visite a un amico della nobiltà locale, viene a sapere di più di una disgrazia occorsa agli abitanti con cui aveva stretto rapporti di amicizia, ma anche del matrimonio tra Albert e Charlotte; l'evento ha il palese effetto di incrementare l'infelicità di Werther, che più e più volte nelle lettere all'amico Guglielmo si dichiara insoddisfatto della propria vita. Medita di interrompere la propria agonia, prima grazie a un vago progetto di entrare nell'esercito, poi col desiderio di togliersi la vita.
Charlotte, a cui non sfuggono il dolore di Werther e il rapporto teso che egli ha con Albert, chiede ripetutamente al giovane di trasformare il loro rapporto in un sentimento di amore platonico e fraterno, un'autentica amicizia e nulla più, assicurando l'amico che ogni infelicità sarebbe scomparsa appena avesse conosciuto un'altra ragazza da amare. Werther, tuttavia, non riesce a liberarsi dall'ossessione per Lotte, tanto da baciarla contro la sua volontà, durante il loro ultimo incontro prima di Natale, in occasione dell'assenza di Albert. Pur forse ricambiando in segreto l'interesse di Werther, Lotte è irrimediabilmente vincolata al marito e non ha altra scelta se non spingere l'amico a lasciare la sua dimora.

### L'editore al lettore (considerazioni ed estratti di lettere fino al 22 dicembre 1772)
Il giorno dopo, al ritorno di Albert, arriva una richiesta scritta di Werther di prestargli le sue pistole, con la motivazione di viaggio da affrontare a breve; Albert acconsente ed è Lotte stessa a porgerle, con mano tremante, al servo dell'amico. Il giovane tormentato, dopo aver ultimato i propri impegni, aver fatto un'ultima volta visita ai fratellini di Lotte e aver percorso l'ultima passeggiata in campagna, si ritira nella propria abitazione, dove congeda il proprio servo e finisce di scrivere la lettera d'addio a Lotte. A mezzanotte in punto, Werther si spara alla fronte con una delle pistole prestategli da Albert.
Il mattino dopo, il servo entra nella sua stanza e lo trova sanguinante in fin di vita; viene chiamato un medico, mentre accorrono rapidamente amici e autorità locali. Dopo ore di agonia, Werther muore verso mezzogiorno. Nessun prete accompagna il suo corteo funebre, neppure Albert e Charlotte. Vi partecipano invece il padre di lei e i fratelli minori. Werther viene sepolto dagli artigiani locali undici ore dopo la morte in un luogo del villaggio a lui caro, in mezzo a due grandi tigli, come lui stesso ha espressamente richiesto nella sua lettera d'addio.

## Personaggi

### Werther
Per la stessa struttura del libro, tutto ruota intorno al protagonista: Werther non è mai descritto esplicitamente, ma si crea una sua immagine piuttosto definita già dalle lettere iniziali, ben prima dell'incontro con Charlotte, quasi la sua antitesi. Il giovane è colto e raffinato, ma dimostra ben presto le due caratteristiche che gli impediranno d'inserirsi veramente nella società: una decisa insofferenza verso le convenzioni sociali, limite dell'individuo, e una netta propensione a farsi rapire dai sentimenti in maniera assoluta, visione propria del preromanticismo germanico, di cui il Werther è la rappresentazione perfetta, come dirà poi Cesare Dominici: "Il Werther non è solo il volto d'un giovine Goethe, ed i suoi occhi non solo ardono e brillano per Lotte, ma egli è anche l'incarnazione letteraria "trascendentale", che guiderà per più d'un secolo il mondo del romanticismo ed i poeti all'immortalità dell'amore... Difatti, forse, la fiamma, che arse il vate tedesco, non era l'amore, ma la consapevolezza che il suo riflesso letterario stesse ed avrebbe cambiato l'umanità, restituendo il volto più nobile alla passione d'amorosi stenti. Inoltre il Goethe ivi mostra, magistralmente e divinamente, come l'amore abbia per sorella la morte e per madre l'immortalità del ciel, poiché nel suo intimo il protagonista avea già perfettamente compreso che la passione che lo guidava, sebbene più volte invochi l'intimità fisica..., non fosse carnale ma iperuranica, poiché Iddio non avea concesso alla loro unione la durata d'un'esistenza, ma la lunghezza d'un bacio nell'immortalità."
Werther appare come un'anima innocente, che non per niente si trova a suo agio coi bambini, completamente avulsa dalla routine che invece in qualche modo è percepibile in Albert e anche in Lotte. Werther non cerca una vita tranquilla, ma quella felicità totale che solo l'amore potrebbe dargli. Questo aspetto lo rende estremamente fragile, essendo in definitiva legato alle decisioni di qualcun altro, cui ha affidato la sua intera vita. Werther è capace di amare e lo fa donando ogni attenzione e pensiero a Lotte, ma lei non può ricambiare e lo costringe a uno stato di frustrazione continua, da cui neanche Werther riesce realisticamente a immaginare un'uscita serena.
Il fatto che Werther non cerchi a tutti i costi di attirare Lotte a sé, dettaglio che può colpire il lettore moderno, può essere interpretato come estremo gesto d'amore. Egli sa che Lotte ha bisogno di tranquillità e di certezze, e non vuole essere un impedimento alla sua realizzazione. In ciò si dimostra quindi molto lontano dal titanismo romantico, a cui si è tentato di accomunarlo. Nonostante una buona consapevolezza di sé e dei propri pregi emersi fin dall'inizio del libro, Werther non si ritiene un animo superiore inadatto a questo mondo, ma più che altro riconosce la propria sconfitta, la propria nullità davanti a un sentimento totalizzante.

### Charlotte (Lotte)
Il personaggio di Lotte è delineato in due modi: per prima cosa sono presenti lunghe ed esplicite descrizioni di una donna bella, di statura non alta, aggraziata nei lineamenti, scura di capelli e di occhi, resa preziosa da una sensibilità rara e da un animo ingenuo, responsabile, intelligente, anticonformista e matura, tanto da aver saputo crescere i suoi fratellini dopo la morte della madre. L'altro mezzo attraverso cui traspare la figura di Lotte è la descrizione degli altri personaggi.

### Albert
Albert rappresenta il ceto borghese, le sue convenzioni, la routine, i luoghi comuni, la razionalità, ma raramente è descritto con toni negativi, anzi più volte Werther dimostra la sua stima per un uomo saggio, calmo, fedele e orgoglioso della sua famiglia, che riesce a mostrarsi come un solido punto di riferimento per la moglie, tanto da rendersi indispensabile, nonostante alcune sue carenze dal punto di vista affettivo. Albert è l'anti-eroe rappresentante del conformismo, un motivo più volte ripreso dal successivo fenomeno letterario del Romanticismo: non si esalta per l'animo artista di Werther, non ne approva gli slanci emotivi, critica aspramente la visione del suicidio come atto di estrema libertà, e soprattutto non riesce a comprendere realmente il sentimento che lega Werther e la moglie.

## Analisi

### Il legame col Romanticismo
I dolori del giovane Werther è da molti considerato come il punto più alto, per quanto riguarda la prosa, della produzione dello Sturm und Drang ("tempesta e impeto"), cioè di quel movimento letterario che si sviluppò in Germania tra il 1770 e il 1785. Spesso c'è la tendenza a ridurre lo Sturm und Drang a pre-romanticismo, configurando così una forte opposizione tra questo movimento e il razionalismo illuminista. In realtà, molti critici tendono ora a sottolineare una certa continuità di pensiero che attraverso lo Sturm und Drang lega Illuminismo e Romanticismo, che può essere esemplificata anche attraverso I dolori del giovane Werther. In primo luogo la figura-chiave di questo collegamento è Rousseau, a cui si fanno diversi riferimenti, anche impliciti, nel testo. Rousseau appartiene all'Illuminismo in quanto anche in lui sono presenti un atteggiamento critico e riformatore nei confronti della società contemporanea e dei suoi pregiudizi, il progetto di razionalizzazione e umanizzazione del mondo, la difesa della ragione naturale, il rifiuto delle religioni storiche e del loro sovraccarico dogmatico, l'importanza attribuita all'educazione e all'illuminazione delle menti e la teoria della perfettibilità dell'uomo. Ma ciò che lo differenzia è una "critica" alla ragione (che lo rende quindi un precursore di Kant), che secondo Rousseau non può annullare gli istinti e le passioni. Da qui nascono le teorie caratteristiche di Rousseau, tra cui quella del buon selvaggio, dove sostiene che originariamente l'uomo viveva in una condizione quasi idilliaca, perfettamente armonizzato con la natura e non oppresso dai meccanismi della società. Il Werther contiene dunque un preciso e rivoluzionario messaggio sociale, che forse gli anni trascorsi dalla sua composizione hanno reso più sfumato e quindi spinto verso un'interpretazione esclusivamente romantica del libro. Infatti, dopo la pace di Vestfalia del 1648, la Germania era stata divisa in 350 stati, ognuno con la propria sovranità, e gettata in uno stato di arretratezza storica e economica, da cui la borghesia cercò rifugio appunto nella cultura. Questo tema era forse più evidente nella prima stesura del libro (1774), in cui è più visibile come l'esperienza con l'ambasciatore e la successiva consapevolezza di non potersi davvero inserire nella società abbiano influito sulle scelte finali di Werther. Rimane comunque un simbolo importante, cioè la presenza sul tavolo di Werther, nell'ora decisiva del suicidio, della tragedia antitirannica di G.E. Lessing dal titolo Emilia Galotti (1772), che narra come i sudditi si liberino dai principi attraverso il suicidio. Il rifiuto del compromesso, la coerenza con se stessi, il vedere la sconfitta non tanto nella morte, ma nell'annientamento della società, pur presenti in Lessing, vengono ancora più sottolineati da Goethe, che non si limita a mostrare il confronto con l'aristocrazia, ma anche tra individuo e società borghese, rappresentando emblematicamente un'intera generazione di giovani che si opponevano con profonda sensibilità a una società incapace di cambiare e rinnovarsi, opprimendone le energie creative.

### Il ruolo dell'Amore
L'altra anima del libro, quella più immediata, è l'Amore e la constatazione della potenza dell'istinto e del sentimento nell'uomo. Il sentimento, scoperto dagli illuministi come categoria spirituale a sé, irriducibile da un lato all'attività conoscitiva, dall'altro all'attività pratica, diventa per i Romantici la forza predominante nell'uomo. Sebbene il sentimento romantico sia qualcosa di più profondo e intellettuale rispetto all'uso comune del termine, esso appare come un'ebbrezza indefinita di emozioni: viene ritenuto in grado di aprire a nuove vie della psiche e di risalire alle sorgenti primordiali dell'essere. Anzi, il sentimento appare talora come l'infinito stesso (manifestazione dell'insofferenza romantica verso i limiti e per l'aspirazione all'assoluto) e sempre come valore supremo. Il sentimento romantico è accomunabile alla definizione di "affinità elettive" di cui Goethe stesso è il coniatore del termine. "Affinità elettive" sta per affinità di anime e di intelletto. La sensazione che solamente la persona oggetto del nostro amore possa comprendere la nostra anima e il nostro cuore e anche la spiegazione che ne diamo intellettualmente. Ma Goethe non si ferma a decantare l'Amore: più che altro ne osserva gli effetti sull'uomo, ne segue il mutamento e la capacità di essere sia motivo e stimolo di vita, sia rovina e sventura. Potremo sostenere che il Werther si configuri come celebrazione dell'Amore, inteso come la forza predominante dell'uomo, un sentimento che (nonostante tutto) merita di essere vissuto sino in fondo e che proprio per questo contraddistingue chi vive veramente.

L'Amore di Werther è qualcosa di non terreno, qualcosa di non facilmente comprensibile per la ragione umana: è l'Amore che illumina di luce divina l'oggetto amato (Werther spesso descrive Lotte con termini religiosi), facendolo apparire un'angelica visione, impedendo di poter vedere o scorgere qualsiasi altra cosa; è l'Amore che domina il corpo, invade la mente, cancella ogni volontà e ogni aspetto ragionevole della vita; è l'Amore che annulla la vita con una forza trascendente e distruttiva.

### Il concetto di natura
Altro elemento decisamente romantico è la natura, che Johann Wolfgang Goethe recupera dalla concezione di Spinoza di cui condivide il panteismo, tanto da arrivare ad affermare che la natura e Dio sono tanto strettamente congiunti che la natura può essere considerata come "l'abito vivente della divinità". La natura quindi è vivente, animata, considerata come una forza primordiale, conoscibile attraverso mille aspetti, tra cui anche la scienza. Ma è anche il luogo in cui l'anima può esprimersi liberamente, trovando sfogo per la propria malinconia, ispirazione per l'arte e comprensione.
Così in Werther il confronto tra il paesino e la società è sempre presente e Werther non può non scegliere il primo; le descrizioni naturalistiche sono numerose e ricche di particolari e spesso Goethe crea un collegamento fra il paesaggio descritto e l'animo del personaggio. 
Quest'operazione è facilitata anche dal fatto che:
- le lettere del primo libro sono ambientate in primavera e in estate (la prima lettera è del 4 maggio 1771) e quindi Goethe può ricorrere a immagini colorate, dispiegate in grandi ambienti aperti, dominate dalla luce del sole; 
- nella seconda parte invece (che incomincia con una lettera del 20 ottobre 1771) anche la natura è diventata più ostica, più cupa, più tormentata: basti pensare alla conclusione della vita di Werther nella buia e triste camera, isolato da tutta la realtà, tutto dentro al suo dolore che neanche la natura può lenire.
L'opera va concepita anche in relazione alla complessa personalità del suo autore, Johann Wolfgang Goethe.

### IlWerthercome specchio di un movimento culturale complesso
Sebbene egli venga visto spesso come uno scrittore dello Sturm und Drang durante la gioventù e del Neoclassicismo tedesco durante la maturità, ciò non è completamente vero.
Non va dimenticato che lo Sturm und Drang (che ancora portava in sé forti influenze illuministe), il Neoclassicismo e, seppur ai suoi esordi, il Romanticismo si sono sovrapposti e influenzati - e anche criticati - fra loro in una misura abbastanza ampia, il che rende difficile l'incasellamento corretto di opere e autori dell'epoca.
Il romanzo epistolare in questione è una chiara espressione della complessità del suo creatore e del suo protagonista che si ritrova in un periodo di estrema insicurezza interiore.
Nel libro I la natura viene vista non solo come lo specchio della felicità del protagonista, ma, proprio per la sua descrizione durante le giornate di primavera ed estate, essa viene anche colta come quella forza capace di armonizzare gli elementi di quel Tutto di cui si compone, Tutto in cui rientrano anche gli umani sentimenti. Essa è anche lo sfondo di rapporti sociali autentici fra Werther e l'altra gente. A questo proposito è di ulteriore chiarimento il fatto che, durante il suo soggiorno nel paesino dominato dalla natura, Werther accenni molto poco se non molto di rado alla sua posizione sociale. La natura assume le caratteristiche di una forza armonizzante (eredità dell'Illuminismo) e di "luogo utopico" nel quale le gerarchie sociali non valgono (visione affine allo Sturm und Drang).
In ultimo la visione della natura come qualcosa di "organico" e pressoché perfetto richiama alla mente la definizione che nel 1764 - dieci anni prima della pubblicazione del Werther - Winckelmann aveva scritto nella sua Storia dell'arte antica: «nobile semplicità e calma grandezza» riferendosi allo stretto legame tra Arte e Natura, della cui mimesi la prima doveva occuparsi. Non sono trascurabili neanche i riferimenti che Werther fa circa l'autore che sta leggendo: Omero (visione del Neoclassicismo).
Nel libro II la natura viene invece ad assumere molto più fortemente la caratteristica di specchio interiore del protagonista, quasi come fosse un'emanazione o una creazione diretta dell'Io di Werther e delle sue sofferenze. Ciò anticipa di venti anni la pubblicazione dei Fondamenti dell'intera dottrina della scienza (1794) di Fichte e le sue tesi riguardo al legame di creazione tra l'Io e il mondo che lo circonda. In questo momento Werther coglie la natura esprimersi in tutta la sua potenza devastatrice (basti pensare all'alluvione che colpisce l'amata valle, descritta nella lettera del 12 dicembre) e osserva al chiarore della luna una scena «spaventosa e meravigliosa». Tale esempio di sublime dinamico che suscita una sensazione discordante ed esprimibile quasi unicamente tramite il precedente ossimoro sarebbe tanto portatore di un'eco dell'opera Un'indagine filosofica sull'origine delle nostre idee di Bello e Sublime (1757) di Burke quanto precederebbe di sedici anni la pubblicazione della Critica del giudizio (1790) di Kant e le sue teorie sul "sublime dinamico" a differenza di quello "matematico".
Ancora, si tenga a mente l'affermazione della lettera del 12 ottobre: 
Il poema dei Canti di Ossian non può essere ignorato, perché poco prima della conclusione - in quello che sarà il loro ultimo incontro - Lotte e Werther leggeranno una parte delle traduzioni di questo libro fatte da Werther (in realtà da Goethe stesso). Inoltre esso è il simbolo di quella svolta culturale che portò le generazioni dello Sturm und Drang prima e del Romanticismo di Heidelberg poi ad abbracciare una cultura del popolo, a ricercare le proprie origini in un periodo antico sì, ma non coincidente con quello dell'Antichità classica, a rifiutare anche il senso della serena grandezza, del ponderato, per addentrarsi nei meandri della psiche e dello spirito umano. Si pensi semplicemente al contrasto tra l'epica di Omero e quella dell'immaginario Ossian, ricca di pathos, come si può leggere dalla stessa traduzione di Werther-Goethe.
Anche il periodo in cui Werther si trova a servizio dell'ambasciatore ha le sue implicazioni. Durante tale periodo la sua condizione sociale viene più volte ribadita. Non a caso il protagonista si trova lontano dalla natura in quella condizione di sudditanza alle gerarchie sociali imposte dall'uomo, condizione che ha cancellato la felicità che lo stato di natura gli garantiva (e questa è grosso modo la concezione di Rousseau, che influenzerà profondamente lo Sturm und Drang).
Secondo il germanista Marino Freschi, il Werther rappresenta la "disperata ricerca della libertà": esso incarna il percorso intellettuale di Goethe tra ermetismo, massoneria e il sopracitato spinozismo. La visione della natura che ne emerge non ha nulla a che fare con la visione naturalistica degli illuministi, né con le comunità protestanti pietistiche. Quella del Werther sarebbe la prima grande proposta di una visione della natura non più ortodossamente cristiana, ma neanche di tipo razionalistico.
Si potrebbero, volendo, persino scorgere i precedenti di quello che sarà il nichilismo in situazioni quali l'incontro col pazzo, ove Werther confronta una felicità concessa a chi non è ancora o non è più in grado di intendere e la sua situazione disperata, tanto che scrive: 
Ma proprio al nichilismo e alla impossibilità di vedere realizzata la propria felicità ci sono due soluzioni: la solidarietà della gente umile che conosce la sofferenza (pensiamo alla giovane donna di Wahlheim che offre alcune mele a Werther) e il suicidio rispettivamente.
I dolori del giovane Werther si configura come un'opera emblematica di un'età complessa e multiforme: quella che Heinrich Heine definí "l'Età di Goethe" (1749-1832).

### Una storia autobiografica?
Le due "anime" del romanzo possono essere personificate nei due spunti autobiografici da cui parte Goethe: Karl Wilhelm Jerusalem e Charlotte Buff. Per prima cosa bisogna chiarire che, nonostante sia innegabile che Goethe sfrutti appieno i fatti realmente accaduti e che essi entrino in gioco in parti diverse del romanzo, Werther è un personaggio unico e completo. Pensare che questo collage di storie si risolva in un personaggio non coerente significherebbe negare il crearsi nel lettore di un sentimento di "conoscenza" del protagonista, che rimane per tutto il libro riconoscibile, indivisibile e compiuto. La morte di Jerusalem, un conoscente di Goethe, turbò talmente tanto lo scrittore da dover essere posta come origine dello scritto. La sorte di Jerusalem incarna, di là da tutto, lo spirito sociale del Werther. Jerusalem, definito come un tipo chiuso, scontroso, triste, crucciato, fu segretario d'ambasciata e si innamorò della moglie di un suo amico: la donna però non ricambiava il sentimento che, non riuscendo a restare nascosto, portò Jerusalem a essere oggetto di scandalo in tutto il paese. Il giovane decise alla fine di farsi prestare dal collega Kestner (marito di Charlotte Buff) due pistole, con la scusa di prepararsi per un viaggio, e il giorno dopo (30 ottobre 1772) si uccise nel suo appartamento, con una copia dell'Emilia Galotti aperta sulla scrivania. Il suicidio di Jerusalem venne motivato di fronte all'opinione pubblica come esclusivamente "sentimentale", quando in realtà quella fu solo una delle cause che lo portarono alla morte: l'insistenza con cui venne ribadita tale ragione servì a distogliere l'attenzione da quelle che probabilmente furono le radici più profonde del gesto del giovane, cioè quelle sociali. All'origine della depressione di Jerusalem è da porre quindi lo stato di umiliazione e dipendenza in cui si venne a trovare nei suoi rapporti sociali e professionali, che, come abbiamo visto, era diffuso nei giovani borghesi tedeschi.
Charlotte Buff fu invece uno dei grandi amori di Goethe, che conobbe la ragazza, legata a Johann Kestner, nell'estate del 1772 e che ne fece il modello per la Lotte di Werther, prendendone come spunto non solo aspetti fisici e caratteriali, ma riportando nel romanzo descrizioni particolareggiate di avvenimenti realmente accaduti e lettere e biglietti realmente scritti. Questo non significa che il romanzo si riduca semplicemente a una cronaca di avvenimenti reali o che esista una perfetta corrispondenza tra le due storie, ma certamente è segno di quanto importante fosse stato quell'incontro per Goethe, che confesserà di aver ucciso Werther per salvare se stesso: una parte di Goethe è morta con Werther, una parte dei suoi sentimenti e delle sue speranze giovanili.
Anche senza ricercare notizie sulla genesi dell'opera, la lettura, molto probabilmente per la scelta a favore del romanzo epistolare, suggerisce l'elemento autobiografico: Goethe riesce a instaurare un dialogo diretto col lettore, che si sente parte attiva della storia, il destinatario naturale delle lettere, un interlocutore, un amico che vorrebbe salvare Werther dal baratro in cui sta cadendo e che rimane sconvolto da una morte che, per quanto preannunciata e fatta aleggiare parecchie pagine prima della fine, non appare scontata in nessuna parte del romanzo.

## I giudizi della critica
I dolori del giovane Werther meritò il successo, che subito seguì alla prima pubblicazione del 1774. La mancanza di una legislazione a tutela dei diritti d'autore fece proliferare le ristampe abusive, molte delle quali con cambiamenti nella storia; ma, anche successivamente, l'opera di Goethe influenzò la letteratura e registrò diversi tentativi di emulazione, come in Italia quello compiuto da Foscolo con Le ultime lettere di Jacopo Ortis. Foscolo racconta una storia praticamente identica, ma introduce il motivo politico-patriottico, tipico del Romanticismo italiano. Quello che colpisce di più, tuttavia, è il successo "di massa": qualcuno si è addirittura spinto a considerare il Werther come il primo libro di successo mondiale. Di certo dal 1774 partì da Lipsia una vera e propria mania per Werther, che diventò la Bibbia per i giovani tedeschi, che imitarono persino l'eccentrico modo di vestirsi del personaggio e che, come Werther e Lotte, si scambiarono silhouette in segno d'amore. Spesso accadde che il dolore per amore portò questi giovani al suicidio, gesto che, dopo secoli e secoli di condanna, veniva stoicamente rivalutato come prova di sensibilità e di affermazione di libertà. Goethe venne a conoscenza dei drammi seguiti al suo romanzo e il 16 gennaio 1778 si ritrovò a partecipare a Weimar alla veglia funebre per una dama di corte che si era annegata in un fiume, a poca distanza dalla casa dello scrittore, tenendo in mano una copia del Werther. L'opera ricevette dunque aspre critiche dal clero e da molti benpensanti e si arrivò perfino a vietare lo scritto.
Anche Napoleone Bonaparte amò profondamente questo libro: lo aveva letto e riletto per sette volte e ne aveva voluto discutere con l'autore a Erfurt.

## Influenza culturale
Il romanzo dette origine a un fenomeno chiamato "febbre di Werther" (Werther-Fieber in tedesco): i giovani in Europa vestivano gli abiti indossati da Werther nel romanzo.
Suscitò anche i primi esempi di "suicidio mimico" (si ipotizzano duemila suicidi da parte di lettori del romanzo negli anni successivi alla sua uscita), ragione per cui i sociologi parlano di effetto Werther quando un suicidio o la notizia di esso suscita comportamenti similari.
Nel 1939 Thomas Mann reinterpreta la figura di Goethe nel romanzo Carlotta a Weimar in cui racconta la visita di Carlotta Buff, vedova Kestner, alla sorella a Weimar nel 1816. In quell'occasione Carlotta reincontra Goethe che dal loro amore di gioventù aveva tratto ispirazione per il Werther.

## Werther nella musica
Werther è anche un dramma lirico in quattro atti di Jules Massenet su libretto in francese di Édouard Blau, Paul Milliet e Georges Hartmann ispirato all'omonimo romanzo. L'opera, scritta principalmente negli anni tra il 1885 e il 1887, è stata rappresentata per la prima volta su libretto tradotto in tedesco alla Wiener Staatsoper il 16 febbraio 1892 e in francese al Grand Théâtre di Ginevra il 27 dicembre 1892. L'opera ha da sempre riscosso un buon successo, tanto che è attualmente rappresentata in francese nei teatri lirici di tutto il mondo.

## Adattamenti cinematografici
Il 14 ottobre 2010 è uscito il film Goethe! incentrato sulle vicende del romanzo.

## Parodia
Il testo ispirò allo scrittore inglese William Makepeace Thackerayl la seguente quartina parodistica (tradotta in italiano da Ernesto Ragazzoni):
e già della cosa fu grande sussurro:
sapete in che modo si prese la cotta?
La vide una volta spartir pane e burro.
Ma aveva marito Carlotta, ed in fondo

un uomo era Werther dabbene e corretto:
e mai non avrebbe, per quanto c'è al mondo,
voluto a Carlotta mancar di rispetto.
Così maledisse la porca sua stella:

strillò che bersaglio di guai era e centro
e un giorno si fece saltar le cervella
con tutte le storie che c'erano dentro.
Lo vide Carlotta che caldo era ancora

si tèrse una stilla dal bell'occhio azzurro
e poi, vòlta a casa, da brava signora
riprese a spalmare sul pane il suo burro.»
(Ernesto Ragazzoni)
Una parodia si può considerare anche il saggio umoristico di Luciana Littizzetto, I dolori del giovane Walter (2010).

## Traduzioni italiane
- Werther. Opera di sentimento del Dottor Goethe celebre scrittor tedesco tradotta da Gaetano Grassi Milanese. Coll'Aggiunta di un'Apologia in favore dell'opera medesima, Poschiavo (Grigioni): Ambrosioni, 1782. Prima traduzione in italiano dell'opera. Ristampa anastatica dell'edizione di Poschiavo, con un saggio introduttivo di Massimo Lardi, Locarno: Pro Grigioni Italiano, Armando Dadò, 2001. La prima edizione in italiano, pubblicata a Poschiavo (Grigioni) per evitare il divieto dato dalla messa all'Indice

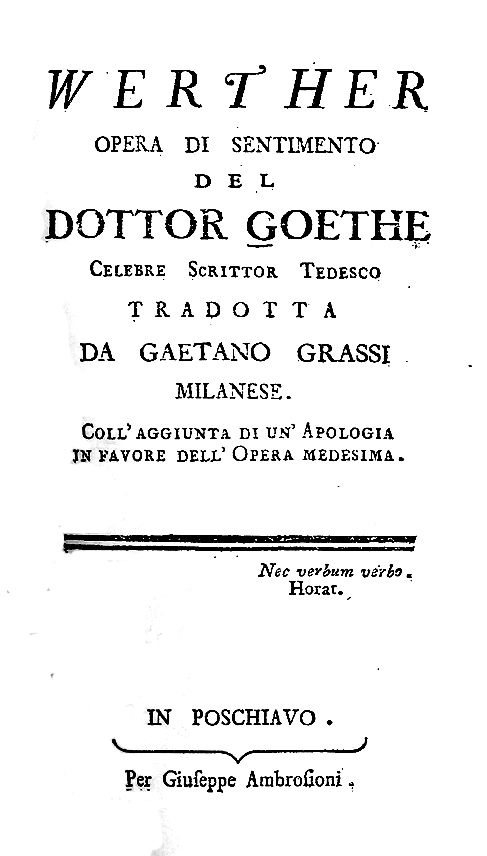
La prima edizione in italiano, pubblicata a Poschiavo (Grigioni) per evitare il divieto dato dalla messa all'Indice

- Gli affanni del giovane Verter, trad. in lingua toscana di Corrado Ludger, Londra: T. Hookham, 1788.
- Verter, opera originale tedesca del celebre signor Goethe, trasportata in italiano dal D.M.S., traduzione di [Abraham] Michelangelo Salom (poi col nome Michelangelo Arcontini), Venezia: Giuseppe Rosa, 1788.
- Werther, traduit de l'allemand de Goëthe, en français et en italien, Parigi: De L'Imprimerie de Guilleminet, Chez F. Louis, 1803. Traduzione in francese e italiano.
- I dolori del giovine Werther, versione italiana di Riccardo Ceroni, Firenze: Felice Le Monnier, 1857, 1873, 1887; Milano: Sonzogno, 1883, 1884; Firenze: Adriano Salani, 1910; Milano: Sonzogno, 1942.
- I dolori del giovane Werther, traduzione, prefazione e note di Luisa Graziani, Firenze: Sansoni, 1922.
- I dolori del giovane Werther, traduzione di Giuseppe Antonio Borgese, Milano: Mondadori, 1930; con un'introduzione di Roberto Fertonani, Milano: Mondadori, 1989.
- I dolori del giovane Werther, traduzione di Alberto Spaini, Torino: Einaudi, 1938; con un saggio di Ladislao Mittner, Collana NUE n.5, Torino: Einaudi, 1962; con una revisione della traduzione di Giuliano Baioni, il testo originale tedesco a fronte e note al testo di Stefania Sbarra, Torino: Einaudi, 1998.
- I dolori del giovane Werther, traduzione di Oreste Ferrari, assieme a Ultime lettere di Jacopo Ortis di Ugo Foscolo, a cura di Vittorio Enzo Alfieri, Introduzione di Vittorio Enzo Alfieri, Milano: Edizioni Dell'esame, 1949; col saggio Come nacque il Werther di Oreste Ferrari, Alpignano: Alberto Tallone Editore-stampatore, 1963. [edizione di 660 esemplari numerati]
- I dolori del giovane Werther, trad. di Piero Bianconi, 2 voll., BUR nn.437-438, Milano, Rizzoli, 1952; con introduzione di Silvana De Lugnani, ivi, 1981; Milano, Fabbri Editori, 1996.
- I dolori del giovane Werther. Le affinità elettive, traduzione a cura di Renato Ferrari, Introduzione di Lavinia Mazzucchetti, Novara: De Agostini, 1958.
- Le affinità elettive. I dolori del giovane Werther, Introduzione, traduzione e note a cura di Giovanni Vittorio Amoretti, Torino: UTET, 1961.
- I dolori del giovane Werther, a cura di Carlo Picchio, Milano, Mursia, 1966; Collana I grandi libri n.6, Milano, Garzanti, 1973.
- I dolori del giovane Werther. Le affinità elettive, trad. di Amina Pandolfi, Milano: Fabbri Editori, 1968; Rimini: I libri di Gulliver, 1986; Milano: Bompiani, 1987.
- I dolori del giovane Werther e altri scritti autobiografici, a cura di Angelo G. Sabatini, traduzione di Anna Maria Pozzan, illustrato con tavole di Domenico Purificato, Roma: Armando Curcio Editore, 1964; con un'introduzione di Giorgio Manacorda, Roma: Newton Compton, 1993; allegato a La Gazzetta del Mezzogiorno, Collana I grandi dell'800, 2004.
- I dolori del giovane Werther. Le affinità elettive, traduzione di Emanuela Pulga, Ginevra: Ferni, 1974.
- I dolori del giovane Werther, traduzione di Aldo Busi, Introduzione di Franco Fortini, Milano: Garzanti, 1983-2024, ISBN 978-88-110-1367-9; Milano: Vallardi, 1995.
- I dolori del giovane Werther, traduzione di Alberto Salvadeo, Sesto San Giovanni: Aldo Peruzzo Editore, 1986.
- I dolori del giovane Werther, a cura di Paola Capriolo, Collana UEF n.2062, Milano: Feltrinelli, 1993.
- I dolori del giovane Werther, traduzione e cura di Michela Heissenberger, Torriana: Orsa Maggiore, 1995; Rimini: Guaraldi, 1995.
- I dolori del giovane Werther, revisione della traduzione di Valentina Giuliani, a cura di Silvana Marini, Milano: Principato, 1995.
- I dolori del giovane Werther, traduzione di Julie Wicklow, Milano: La Spiga, 1995.
- I dolori del giovane Werther. Il primo romanzo-scandalo dell'Europa moderna, traduzione e presentazione di Gemma De Sanctis, Bussolengo: Demetra, 1996.
- I dolori del giovane Werther, traduzione di Emilio Picco, a cura di Roberto Fertonani, percorsi di lettura a cura di Ester Negro, Milano: Einaudi Scuola, 1996.
- I dolori del giovane Werther, traduzione di Christian Kolbe, Marina di Massa: Edizioni Clandestine, 2006.

### Edizioni italiane condotte sulla prima stesura delWerther
- I dolori del giovane Werther. Prima stesura, a cura di Maria Fancelli, Milano, Milano, 1979; con un testo di Jonathan Bazzi, Collana Letteratura universale, Venezia, Marsilio, 2022, ISBN 978-88-297-1130-7.
- I dolori del giovane Werther, traduzione di Enrico Ganni, Postfazione di Luigi Forte, Collana Supercoralli, Torino, Einaudi, 2021, ISBN 978-88-062-4550-4.

### Registrazioni sonore
- I dolori del giovane Werther, lettura di Arnoldo Foà, Milano: Fonit Cetra.